# Alonso García de Zúñiga

Escudo de armas de la Casa de Zúñiga.

Alonso Mateo Ginés García de Zúñiga e Higera (Alcalá del Río, Sevilla, España 6 de agosto de 1690 - Buenos Aires, Gobernación del Río de la Plata, 23 de marzo de 1769) fue un agente real y mercader del siglo XVII al servicio de la Corona de España.  
Genearca del clan de los García de Zúñiga en América, una de las principales familias de terratenientes, concentrada en el litoral argentino y la Banda Oriental (actual territorio de Uruguay) desde mediados del siglo XVIII hasta principios del siglo XX. 

## Biografía
Perteneciente a la antigua Casa de Zúñiga. Nació en Alcalá del Río, donde fue bautizado en la parroquia de Santa María de la Asunción. Era Caballero XXIV de Sevilla, General de la Real Maestranza de Caballería', Regidor Perpetuo de Andalucía y Ministro de la V.O.T.
Pasó a la Gobernación del Río de la Plata en 1730 y ese mismo año, el 17 de septiembre casó allí con doña Juana de Lízola y Escobar, hija legítima de Juan Martín de Lizola y de Ana Josefa de Escobar y Gutiérrez de Paz, descendiente de Alonso de Escobar. Fueron testigos formales de esa unión el Gobernador elécto de Tucumán Juan de Armanza y Juan de Arozarena. 
Se dedicó al comercio. Adquirió grandes extensiones de tierras en la Banda Oriental, Entre Ríos, y Santa Fe, y amasó una formidable fortuna. Dejó numerosa descendencia, incluyendo 9 hijos legítimos, se encuentran:
- Juana María de los Santos García de Zúñiga (1733-)

- Pedro García de Zúñiga (1735-)

- María Eusebia de la Concepción García de Zúñiga (1738-)

- Justo Esteban García de Zúñiga (1742-)

- Esteban Justo García de Zúñiga (1743-1805), padre del Gobernador de Entre Ríos Mateo García de Zúñiga,

- Juan Francisco García de Zúñiga (1745-1815), padre de Victorio y Tomás García de Zúñiga.

- Barbara Josefa García de Zúñiga (1747-)

- Ana Jacoba García de Zúñiga (1748-1820), fue esposa de Manuel Antonio José Warnes, alcalde de Buenos Aires, y fueron padres los patriotas Martín e Ignacio Warnes, y de Manuela Warnes, -Primera dama de Chile por ser cónyuge del Gral. José Joaquín Prieto-.y Jacinta Warnes quien casó con Juan José  Ballesteros y Patiño padres de Santiago Rafael Ballesteros quien casó con Indalecia Fornaguera Hija del Coronel José de Fornaguera.

- Juana Josefa Juliana García de Zúñiga (1752-)

- Pedro José García de Zúñiga, presbítero y estanciero, socio de su hermano Esteban.

- José Justo García de Zúñiga.